# Yr Hen Ogledd

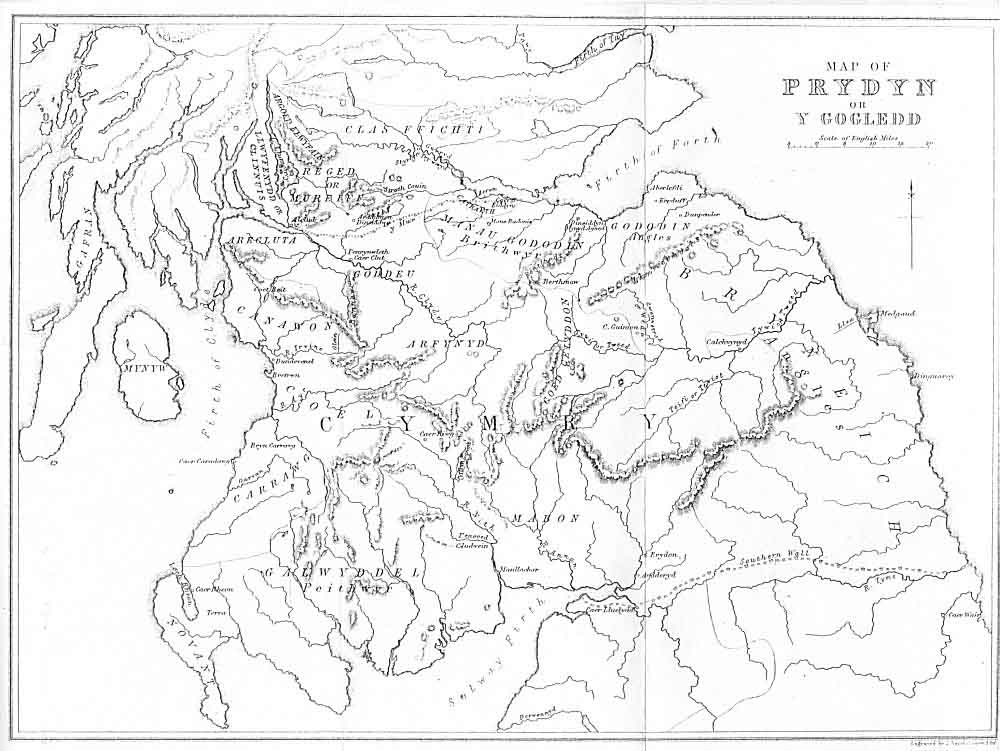
Yr Hen Ogledd o "l'Antico nord". Una mappa della Britannia settentrionale prima della conquista anglo-sassone-scozzese

Yr Hen Ogledd è un'espressione gallese che significa "l'Antico nord" e si riferisce all'insieme dei regni britannici che fiorirono nella Britannia settentrionale e nella Scozia meridionale dopo la partenza dei Romani, cioè dal V secolo al VII secolo.
Questi regni fiorirono dunque nel territorio a sud della regione abitata dai Pitti, nell'area compresa tra il Vallo di Adriano e quello di Antonino. Gli abitanti di questi regni e i loro sovrani sono chiamati Gwyr y Gogledd cioè Uomini del nord. Le genealogie in antico gallese affermano che molti di questi sovrani avevano un antenato comune, re Coel Hen, che secondo John Morris sarebbe stato l'ultimo dux Britanniarum romano ad aver avuto il controllo militare sulla Britannia del nord dopo la partenza dei romani dall'isola. Dopo la morte di Coel Hen, il suo vasto e potente regno (che aveva il suo centro ad Eburacum, odierna York) fu diviso tra i suoi figli o, molto più probabilmente, tra i suoi generali.

## I regni britanni settentrionali dopo la morte di Coel Hen
Molti dei nomi di questi regni sono andati perduti e nulla si sa di loro, ma quelli che si conoscono sono:
- Regno di Bryneich: i territori meridionali del regno di Coel Hen, distaccatisi alla sua morte, intorno al 420 e andati al figlio Garbanion; nel 547 se ne impadronirono gli angli e il regno prese il nome di "Bernicia", formando poi insieme alla Deira il regno di Northumbria nel corso del VII secolo.
- Regno di Rheged: i territori occidentali, distaccatisi alla morte del figlio e successore di Coel Hen, Ceneu, intorno al 450, e andati al figlio di costui, Gwrast Lledlwm; nel 535 si divise in Rheged settentrionale e Rheged meridionale.
- Regno dell'Elmet: il territorio intorno all'odierna Leeds si distaccò dal Rheged intorno al 470, sotto Masgwid Gloff, figlio di Gwarst. Sia i due regni in cui si era suddiviso il Rheged, sia il regno di Elmet furono conquistati dagli angli della Northumbria nella prima metà del VII secolo.
- Regno di Ebrauc: fu il nome assunto dai territori intorno all'antica capitale Eburacum. La regione di Deywr fu conquistata dagli angli intorno al 559/560 e formò il regno di Deira
- Regno di Caer Guendoleu si distaccò dall'Ebrauc alla morte di Einon, figlio di Mor, intorno al 505, e andò al figlio di costui Ceidio; nel 573 il nuovo territorio venne assorbito dal regno di Rheged.
- Regno dei Gododdin (e il suo probabile sub-regno di Manau Gododdin), divenuto probabilmente indipendente con il re Lot Luwddoc, intorno al 470, dopo la morte del re Mor, ebbe successivamente una storia dinastica incerta. La capitale fu infine conquistata nel VII secolo dagli Angli di Northumbria, ponendo probabilmente fine alla sua indipendenza.
- Regno di Peak: si formò nel territorio del Pennini con Pabo Post Prydein, figlio Arthuis; nei primi decenni del V secolo nella parte settentrionale si costituì il regno di Dunotting.
- Regno di Strathclyde: regno britannico che comprendeva anche territori che non furono mai parte del dominio romano in Britannia. Sopravvisse fino agli inizi dell'XI secolo quando passò pacificamente tramite eredità dinastica alla Scozia.

## Altri regni del nord
- Pictavia: regno delle tribù dei pitti che restarono indipendenti in epoca romana
- Dal Riada, fondato dagli scoti alla fine del V secolo sulle coste occidentali della Scozia

Il regno di Dal Riada e quello dei pitti si fusero prima della metà del IX secolo, costituendo il regno di Alba o regno di Scozia.
La fine dei regni settentrionali fu dovuta alla progressiva incorporazione nei regni angli della Deira e della Bernicia (che si fusero poi nella Northumbria) e nel regno di Alba (Scozia), che incorporò i pitti.